# Slowaakse Grieks-Katholieke Kerk
De Slowaakse Grieks-Katholieke Kerk (Slowaaks: Greckokatolicka Cirkev na Slovensku) is een geünieerde Kerk en behoort tot de oosters-katholieke kerken. Zij volgt de Byzantijnse ritus; de liturgische taal is het Slowaaks en het Oekraïens. Deze kerk gebruikt de juliaanse kalender.

## Geschiedenis
Door de Unie van Oezjhorod in 1646 sloten, in Midden-Europa, een aantal oosters-orthodoxe kerken zich aan bij de Kerk van Rome en werden geünieerde kerken.
Na de ineenstorting van Oostenrijk-Hongarije in 1918, op het einde van de Eerste Wereldoorlog, werden de onderdanen van de vroegere Donaumonarchie in verschillende staten ondergebracht. Slowakije werd deel van de uniestaat Tsjecho-Slowakije. De politieke autoriteiten namen de beslissing de geünieerde kerk van Slowakije onder gezag van de rooms-katholieke aartsbisschop van Prešov te plaatsen.
In 1937 keerde, na een aantal conflicten, een groot aantal Slowaaks katholieken terug naar de orthodoxe kerk. Dit was aanleiding tot het oprichten, door het Vaticaan, van het oosters-katholieke bisdom Prešov.
In 1945 werd het gebied ten oosten van de Karpaten bij de Sovjet-Unie gevoegd en de aldaar wonende geünieerden werden verplicht zich aan te sluiten bij de Russisch-Orthodoxe Kerk.
In Tsjecho-Slowakije zelf bleef het oosters-katholieke bisdom Prešov bestaan tot 1950 toen het zich onder dwang van het communistisch regime aansloot bij de oosters-orthodoxe kerken.
In 1968, bij de Praagse Lente onder Alexander Dubček, werd het bisdom opnieuw zelfstandig.
In 1990 werden de in beslag genomen kerkeigendommen teruggegeven.
In 1996, na het uiteenvallen van Tsjecho-Slowakije, werd voor Tsjechië een Apostolisch Exarchaat afgesplitst.

## Huidige situatie
Kerkprovincie Prešov:

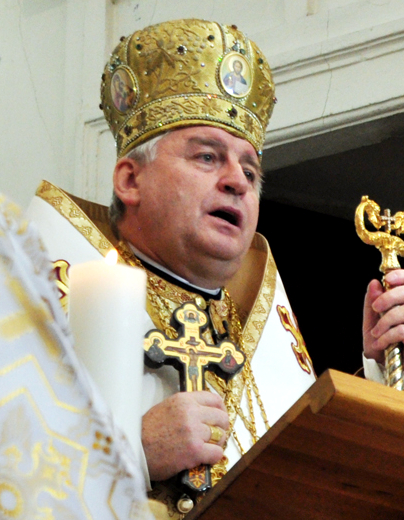
Metropoliet-emeritus Ján Babjak

1. Aartseparchie Prešov (eparchie ingesteld in 1818; in 2008 omgezet in een aartseparchie)
2. Eparchie Bratislava (ingesteld in 2008)
3. Eparchie Košice (exarchaat ingesteld in 1997; in 2008 omgezet in een eparchie)
4. Eparchie van St.Cyrillus en St. Methodius van Toronto (ingesteld in 1980)

De aartseparch van Presov is de metropoliet van deze kerkprovincie.

### Demografie
De kerk telt ongeveer 243.000 gelovigen, woonachtig in Slowakije en Canada. 
Ongeveer 4% van de Slowaakse bevolking behoort tot de Slowaakse Grieks-Katholieke Kerk. Volgens de volkstelling van 2011 zijn er 206.871 gelovigen in Slowakije. Zij wonen vooral in de  regio's  Prešov (114.799 gelovigen, ofwel 14% van de bevolking) en  Košice (75.231 gelovigen, ofwel 10% van de bevolking). 

### Metropolieten
- 2008-2022: Ján Babjak
- 2023-heden: Jonáš Maxim